# رصدخانه جودرل بانک
رصدخانه جودرل بانک (انگلیسی: Jodrell Bank Observatory)، در آغاز یک ایستگاه تجربی در ساحل جودرل و از سال ۱۹۶۶ تا ۱۹۹۹، آزمایشگاه‌های اخترشناسی رادیویی Nuffield - میزبان تعداد زیادی از تلسکوپ‌های رادیویی است و بخشی از مرکز اخترفیزیک جودرل بانک در دانشگاه منچستر است. . این رصدخانه در سال ۱۹۴۵ توسط برنارد لاول، اخترشناس رادیویی در دانشگاه منچستر برای بررسی پرتوهای کیهانی پس از کار روی رادار در طول جنگ جهانی دوم تأسیس شد. از آن زمان نقش مهمی در تحقیقات شهاب‌سنگها، کوازارها، تپ اخترها، اندازه‌گیرها و عدسی‌های گرانشی داشته و به شدت در ردیابی کاوشگرهای فضایی در آغاز عصر فضایی نقش داشته‌است.